# Franklin Delano Roosevelt
Franklin Delano Roosevelt (/ˈfɹæŋklɪn ˈdɛlənoʊ ˈɹoʊzəvəlt/), menzionato anche come Franklin D. Roosevelt o solo con le iniziali FDR (Hyde Park, 30 gennaio 1882 – Warm Springs, 12 aprile 1945) è stato un politico statunitense, 32º Presidente degli Stati Uniti d'America dal 1933 al 1945 che ha guidato gli Stati Uniti fuori dalla Grande depressione e ha vinto la seconda guerra mondiale, rendendo l'America una superpotenza globale.
Figura centrale del XX secolo, è stato l'unico presidente degli Stati Uniti a essere eletto per più di due mandati consecutivi, vincendo con un ampio margine quattro elezioni presidenziali (1932, 1936, 1940, 1944), rimanendo quindi in carica dal 1933 fino alla sua morte, nell'aprile del 1945, poco dopo l'inizio del quarto mandato.
Larga parte della sua fama è dovuta al vasto e radicale programma di riforme economiche e sociali attuato fra il 1933 e il 1937, conosciute con il nome di New Deal, grazie al quale gli Stati Uniti riuscirono a superare la Grande depressione dei primi anni trenta. Fra le sue più importanti innovazioni vanno ricordati il Social Security Act — con il quale vennero introdotte per la prima volta negli Stati Uniti l'assistenza sociale e le indennità di disoccupazione e vecchiaia — e la creazione della Securities and Exchange Commission (SEC), l'Agenzia federale per il controllo del mercato azionario.
Coinvolse gli Stati Uniti nella seconda guerra mondiale a seguito dell'attacco di Pearl Harbor e con il suo ottimismo, la sua calma e la sua capacità di giudizio, ebbe un ruolo di grande rilievo nel grandioso sviluppo della potenza militare statunitense, nella conduzione politico-strategica della guerra, nel consolidamento della "Grande Alleanza" con il Regno Unito di Winston Churchill e l'Unione Sovietica di Stalin e nelle decisioni geopolitiche della fase finale del conflitto. Sostenne anche, a partire dal 1942, lo sviluppo e la costruzione delle prime bombe atomiche della storia dell'umanità che verranno impiegate dal suo successore Harry Truman sulle città di Hiroshima e Nagasaki, in Giappone. Diede inoltre un contributo fondamentale alla formazione dell'Organizzazione delle Nazioni Unite.
Era un cugino di 5º grado di Theodore Roosevelt, 26º Presidente degli Stati Uniti.
Roosevelt è spesso considerato dagli studiosi fra i tre più popolari presidenti degli Stati Uniti, assieme ad Abraham Lincoln e George Washington.

## Biografia

### L'infanzia, gli studi e la famiglia

Un giovanissimo Roosevelt con il padre (1899)

La sua famiglia faceva parte dell'alta borghesia locale e vantava una parentela con Theodore Roosevelt, presidente repubblicano di inizio secolo. Il padre James era proprietario di alcune miniere di zinco mentre la madre Sara Delano era figlia di un armatore. Roosevelt è la forma anglicizzata del cognome olandese Van Rosevelt, o Van Rosenvelt, che significa "campo di rose". Fra le più antiche famiglie dello Stato di New York, i Roosevelt si distinsero in diversi settori dalla vita politica. La madre assegnò al figlio il nome Franklin Delano in onore dello zio preferito. Il capostipite della famiglia Delano che per primo arrivò nelle Americhe nel 1621 fu Philippe de la Noye, primo fra gli ugonotti a sbarcare nel Nuovo Mondo, il cui nome di famiglia fu anglicizzato in Delano.
Roosevelt trascorse l'infanzia viaggiando per l'Europa e da adolescente si iscrisse alla celeberrima Groton School (Massachusetts), dove gli venne impartita una ferrea disciplina. Finito il liceo si laureò a Harvard nel 1904, quindi studiò giurisprudenza alla Columbia Law School della Columbia University, dove si laureò nel 1908, dopodiché si dedicò alla professione di avvocato in un prestigioso studio di Wall Street.
Contemporaneo al suo primo successo in politica fu il matrimonio con Anna Eleanor Roosevelt, sua cugina alla lontana, che era la nipote prediletta del presidente Theodore Roosevelt, celebrato il 17 marzo 1905. La coppia ebbe sei figli:
- Anna (1906-1975);
- James (1907-1991);
- Franklin (morto infante nel 1909);
- Elliott (1910-1990);
- Franklin Jr. (1914-1998);
- John (1916-1981).

### Gli inizi della carriera politica

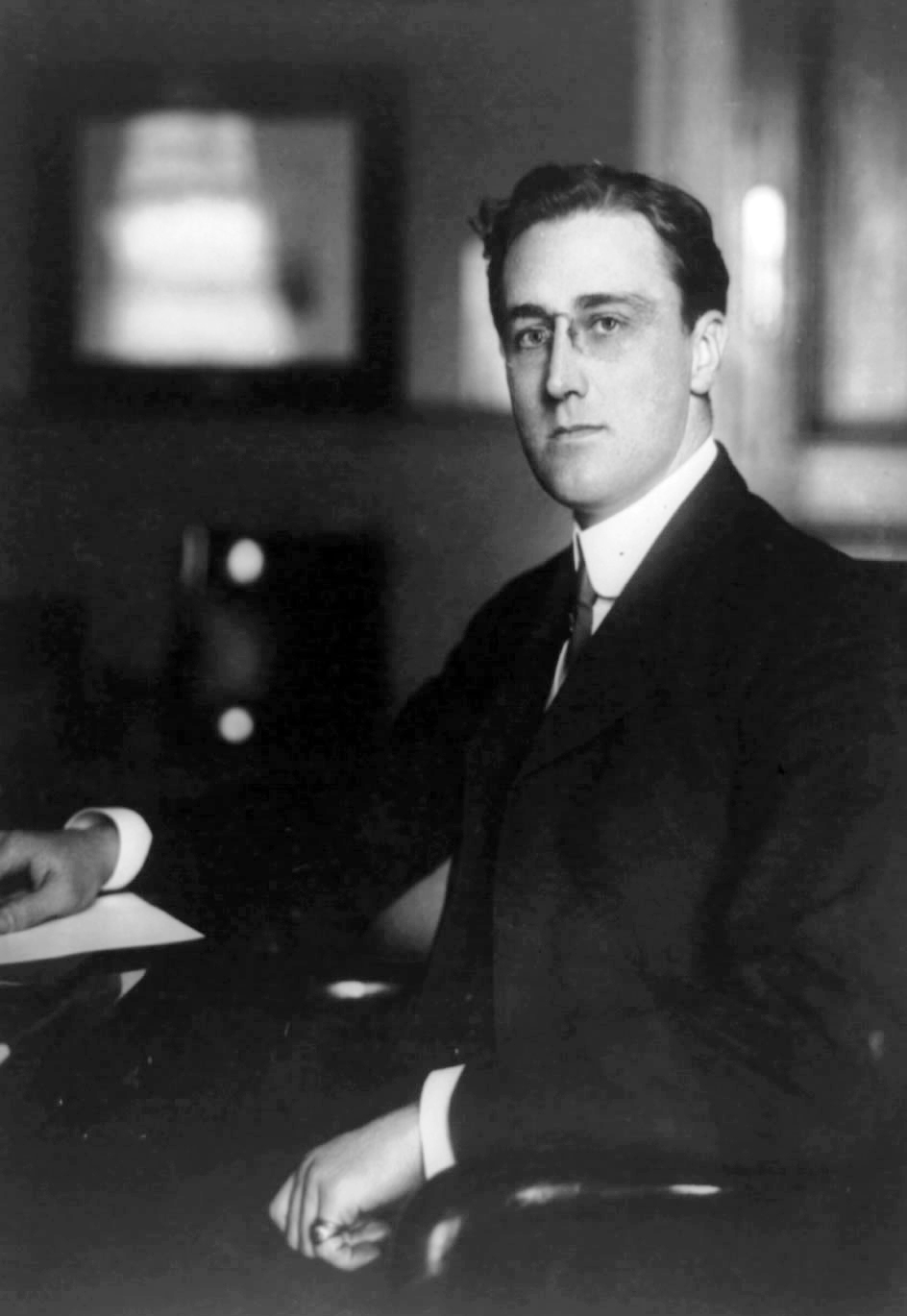
Roosevelt Segretario Aggiunto della Marina nel 1913

#### Senatore dello Stato di New York (1910-1913)
Dopo aver aderito al Partito Democratico, nel 1910 venne candidato alle elezioni del Senato dello Stato di New York. Roosevelt si fece notare soprattutto per la sua profonda eloquenza e per la sua dura opposizione alla Tammany Hall, organizzazione politica che controllava il partito e che spesso faceva uso di mezzi ai limiti del lecito per distribuire cariche pubbliche. Effettuò una campagna elettorale impegnativa e si interessò soprattutto ai problemi degli agricoltori, portandosi nei villaggi e nelle fattorie rurali dello Stato. Fu eletto con ampio margine e dopo due anni, nel 1912, fu rieletto e ottenne come riconoscimento la presidenza della commissione per l'agricoltura.

#### Segretario Aggiunto alla Marina (1913-1920)
Dopo la vittoria democratica alle elezioni presidenziali del 1912, fu scelto dal nuovo presidente Woodrow Wilson per ricoprire la carica di Assistant Secretary of the Navy, ovvero di viceministro della Marina. Questa carica era stata occupata in passato (1897-98) dal cugino Theodore Roosevelt, Presidente degli Stati Uniti dal 1901 al 1909. Franklin Roosevelt accettò con molto entusiasmo questa nomina, soprattutto perché fin da piccolo aveva avuto una forte passione per il mare e le barche. Grazie a questa particolare predisposizione riuscì sempre ad avere un linguaggio colloquiale coi suoi sottoposti. Quando aveva occasione di visitare navi militari e mercantili, s'intratteneva spesso con l'equipaggio a parlare di dettagli tecnici che solo un appassionato della materia poteva conoscere. Il suo modo di fare era molto differente rispetto a quello del Ministro della Marina, l'austero Secretary of the Navy Josephus Daniels.
Roosevelt e Daniels si rispettavano profondamente, ma avevano due visioni della Marina abbastanza divergenti e spesso entravano in conflitto. Roosevelt voleva una flotta più grande e mal sopportava la lentezza di Daniels nell'attuare le direttive governative, soprattutto in vista del coinvolgimento degli Stati Uniti nella prima guerra mondiale. Tuttavia, durante il conflitto i due ebbero modo di collaborare in maniera approfondita e leale. Roosevelt lavorò incessantemente nel Ministero della Marina, dove ebbe modo di constatare da vicino le problematiche relative al riarmo della Marina militare e alla conduzione delle operazioni militari. Determinante fu la sua opera nel convincere gli inglesi a minare il Mare del Nord, al fine di rallentare notevolmente gli attacchi dei sommergibili tedeschi. Fu inoltre responsabile delle forniture navali, dei contratti e dell'invio al fronte dei materiali di rifornimento. Gestì gli appalti ed ebbe un ruolo rilevante all'interno del Ministero, a volte anche superiore al Segretario Daniels; egli stesso affermò che ogni cosa passava fra le sue dita.

### Campagna per la vicepresidenza (1920)

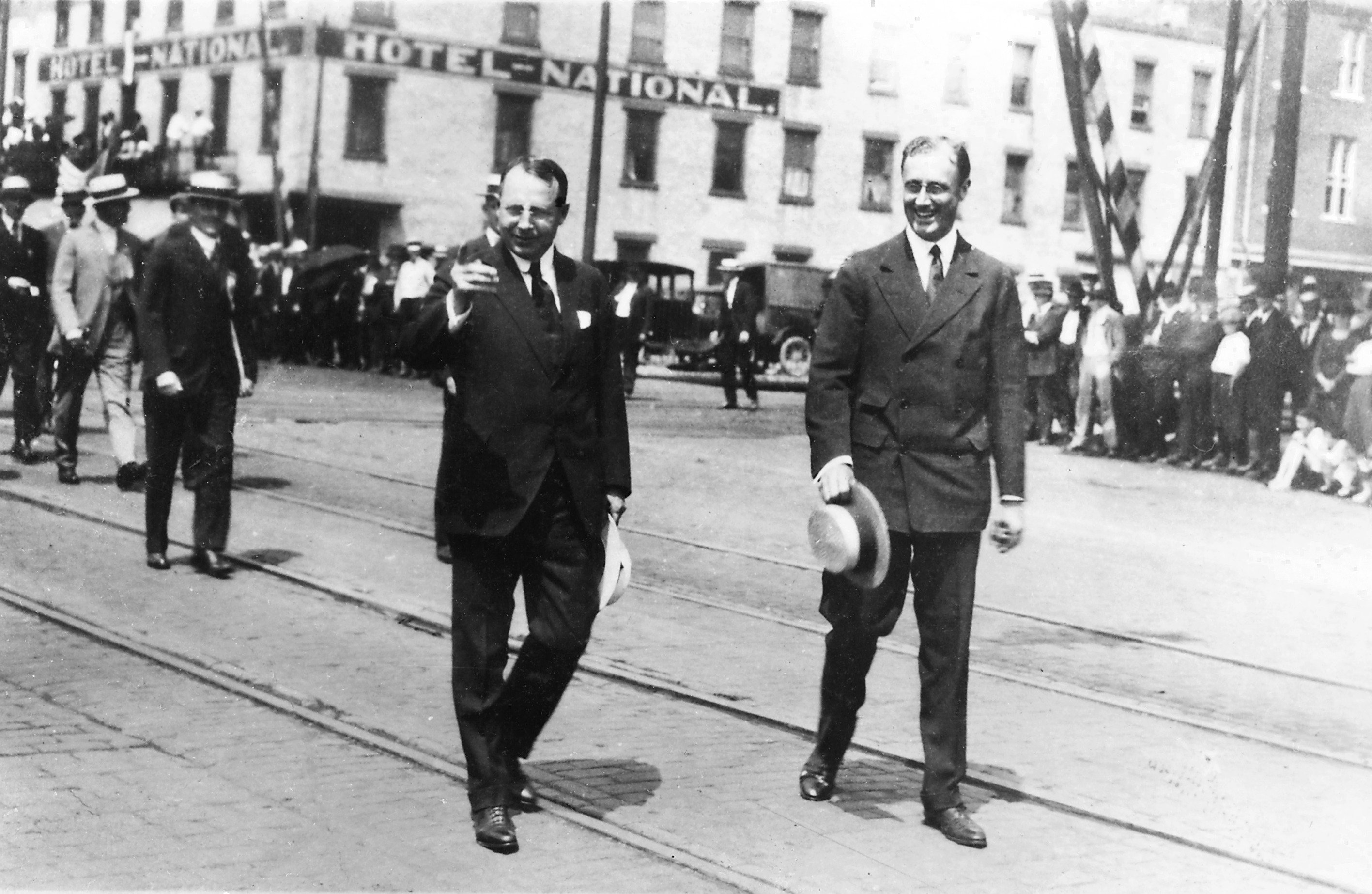
Cox e Roosevelt in Ohio nel 1920

Al termine della presidenza di Woodrow Wilson, il Partito Democratico scelse per acclamazione Roosevelt quale candidato vicepresidente per le elezioni presidenziali del 1920. Il candidato alla presidenza era il governatore dell'Ohio James M. Cox. Malgrado la scelta dei candidati fosse avvenuta con ampie maggioranze, il partito al suo interno era profondamente diviso soprattutto sul proibizionismo. La coppia di candidati democratici Cox e Roosevelt si trovò quindi ad affrontare una campagna elettorale molto dura nella quale, prima di convincere gli elettori indipendenti o incerti, era necessario ristabilire una visione unitaria all'interno dei democratici. Lo sforzo principale dei due fu incentrato soprattutto sulla necessità di aderire alla Società delle Nazioni per preservare la pace ed evitare altri conflitti distruttivi come era stata la grande guerra.
I candidati repubblicani Warren Gamaliel Harding e Calvin Coolidge, al contrario, si adoperarono per venire incontro alla maggioranza degli americani che era indifferente alla lunga controversia sulla Società delle Nazioni e che, invece, era preoccupata per la recessione postbellica, per l'aumento dei prezzi e per la crescente tensione fra sindacati e imprese, problemi che imputavano al partito di governo. La coppia Cox/Roosevelt fu duramente sconfitta: ricevette solo 9 139 661 voti contro i 16 144 093 (60,3%) dei repubblicani. Molte persone che nelle precedenti elezioni avevano votato per i democratici, questa volta non erano andate a votare perché insoddisfatte dal governo democratico: nel 1920 votarono solo il 49% degli elettori rispetto al 71% delle precedenti elezioni. Dopo la sconfitta Roosevelt si ritirò dalla vita politica e tornò a lavorare nel suo studio legale.

### La malattia

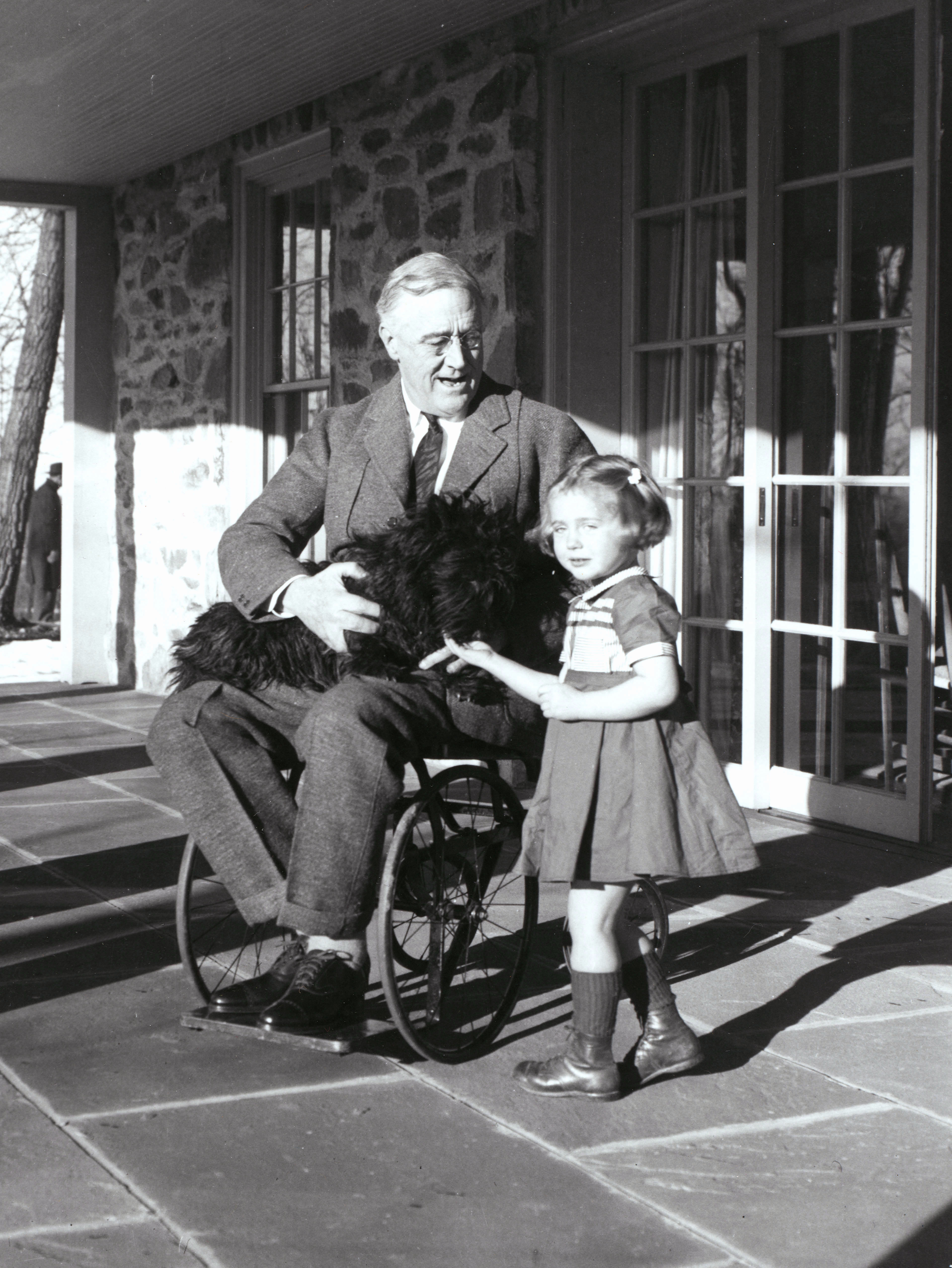
Una delle rare immagini di Roosevelt sulla sedia a rotelle

Nel 1921, all'età di 39 anni, mentre era in vacanza sull'isola di Campobello, nel New Brunswick, contrasse una malattia, ritenuta al tempo una grave forma di poliomielite, che causò la paralisi quasi completa dei suoi arti inferiori. La malattia gli provocò sin dall'inizio seri problemi di movimento: usava spesso la sedia a rotelle in privato, ma in pubblico si sforzò di nascondere la sua disabilità per tutta la vita. In effetti, sono conosciute solo due fotografie di Roosevelt sulla sua sedia a rotelle. Durante i primi tre anni cercò invano una cura per riacquistare la funzionalità delle gambe. Per camminare usava dei tutori metallici sotto i vestiti e un bastone da passeggio, ma utilizzava anche le stampelle (esistono alcune fotografie anche di ciò, e numerose immagini e filmati che lo ritraggono invece col bastone) e vari sostegni.

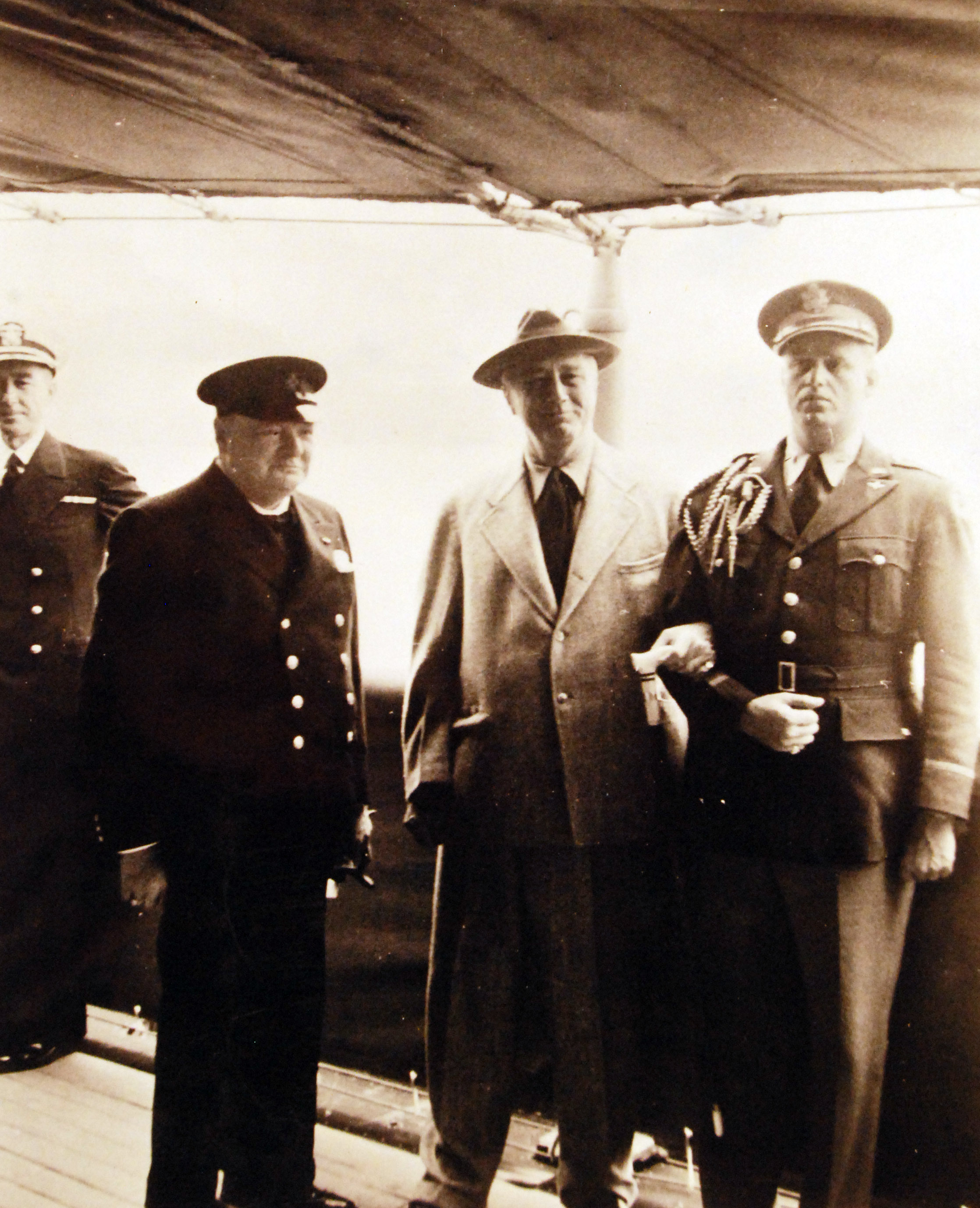
Roosevelt a un incontro sull'Oceano Atlantico, a bordo della USS Augusta, con Winston Churchill (agosto 1941). Per mascherare la disabilità al pubblico, il Presidente, come in altre foto di gruppo, è sostenuto da una persona vicina; in questo caso si tiene al braccio di un alto ufficiale della Marina.

Roosevelt camminava con difficoltà e spesso zoppicava vistosamente, ma della sua invalidità non si parlava in pubblico, benché fosse ben nota negli ambienti diplomatici e politici (Benito Mussolini, che lo aveva incontrato, durante la guerra vi alluse sprezzantemente nelle sue conversazioni, fatto riportato nel diario privato di Galeazzo Ciano). La malattia gli lasciò anche problemi cardiaci (aritmia).
Iniziò poi a passare molto tempo a Warm Springs in Georgia, ricca di sorgenti di acque calde (per l'appunto warm springs in inglese) rinomate per alcuni effetti lenitivi e curativi. Lì fece costruire la Piccola Casa Bianca (Little White House). Questo edificio è stato adibito poi a museo e raccoglie vari oggetti legati alla vita di FDR, come la speciale automobile che egli usava, una Ford decappottabile dotata di comandi manuali e priva di comandi a pedali per venire incontro alla sua disabilità.
Nel 1926 acquistò, per l'ingente cifra di 195 000 dollari, il terreno comprendente le sorgenti termali di Warm Springs. Lì creò l'Istituto per la riabilitazione Roosevelt, una fondazione concepita allo scopo di fornire servizi riabilitativi alle persone affette da poliomielite. Tale istituzione è ancora oggi attiva e svolge il suo lavoro quotidiano tenendo come fonte di ispirazione i valori trasmessi da Roosevelt: "Il coraggio e la forza d'animo per superare le sfide; il rispetto, la lealtà, l'accettazione e l'impegno per l'altro; il desiderio genuino di dare noi stessi per il bene degli altri".
Nel 2003 uno studio condotto da alcuni medici e ricercatori statunitensi (Armond Goldman, Elisabeth Schmalstieg, e altri) è giunto alla conclusione che la malattia di cui soffriva Roosevelt fosse probabilmente la sindrome di Guillain-Barré (una malattia autoimmune del sistema nervoso periferico causata da una reazione a un'infezione) e non la poliomielite. Questo studio non è stato appoggiato da alcuni ricercatori e ha aperto un forte dibattito che non si è mai concluso.

### Governatore dello Stato di New York (1928-1932)
Nonostante la malattia, Roosevelt continuò a partecipare alle riunioni del Partito Democratico. Nel 1928, alla vigilia della più grande crisi economica che abbia mai investito gli Stati Uniti, fu scelto come candidato democratico alla carica di governatore dello Stato di New York. Inizialmente rifiutò la candidatura, essendo ancora impegnato nella lunga terapia riabilitativa a Warm Springs. Successivamente, grazie anche al supporto della moglie Eleanor Roosevelt, accettò la sfida. Roosevelt era consapevole che la sua disabilità avrebbe potuto sminuire la sua autorevolezza nell'elettorato; per ovviare a questo problema si fece costruire una specie di intelaiatura di acciaio, costituita da una serie di anelli che reggevano il peso delle gambe e che si estendevano dai piedi alla pancia. Grazie a tale espediente riuscì a mostrarsi in posizione eretta durante tutta la campagna elettorale, sebbene camminasse sempre assieme a un'altra persona, allo scopo di calibrare il passo e distribuire una parte del peso - tramite la spalla - verso il suo accompagnatore. Grazie a questo espediente e a una campagna effettuata con grinta e determinazione, furono dissipati i dubbi che l'opinione pubblica aveva in merito al suo stato di salute. Vinse le elezioni statali per una manciata di voti: 2 130 193 contro i 2 104 129 dell'avversario repubblicano Albert Ottinger.
Iniziò il suo primo mandato da governatore dello Stato di New York proprio quando la grande depressione stava mostrando i suoi primi devastanti effetti. Roosevelt reagì alla crisi promuovendo una serie di provvedimenti legislativi volti ad aiutare e a proteggere i disoccupati, che aumentavano di giorno in giorno. Riuscì a convincere il parlamento statale, a maggioranza repubblicana, ad approvare la Temporary Emergency Relief Administration, che ebbe il merito di fornire assistenza al 10% delle famiglie newyorchesi. Ottenne anche sgravi fiscali per gli agricoltori e venne incontro ai consumatori riducendo le tariffe dei servizi pubblici. Il suo operato, volto a contrastare gli effetti della crisi, gli fece guadagnare facilmente la rielezione nel 1930, quando venne confermato governatore dello Stato con il 56,5% dei consensi e oltre 700 000 voti di differenza rispetto all'avversario repubblicano Charles Henry Tuttle. Forte della rielezione, Roosevelt si adoperò per far approvare provvedimenti ancora più incisivi in favore dei disoccupati.
I critici contestano al governatore Roosevelt il forte deficit causato alle casse statali per finanziare i suoi programmi in favore dei disoccupati e il suo opportunismo, che ebbe modo di dimostrare quando cercò di guadagnare tempo in occasione di un'inchiesta che mise in evidenza vasti episodi di corruzione che interessavano esponenti di un'organizzazione interna al Partito Democratico, la Tammany Hall.
Fu iniziato in massoneria nella Holland Lodge No. 8, di New York City il 10 ottobre 1911, divenne Compagno il 14 novembre 1911 e Maestro il 28 novembre 1911 e il 28 febbraio 1929 fu iniziato al 32º grado di rito scozzese antico ed accettato l'Albany Concistory di New York. Fu membro della Holland Lodge n. 8 di New York fino al marzo 1935, come il presidente Theodore Roosevelt e il suo futuro vice Harry Truman. Fu membro onorario della Architect Lodge No. 519 di New York e Gran Maestro onorario della Georgia. Nel 1934 divenne pure Gran Maestro onorario dell'Ordine De Molay.
Fra i suoi consiglieri, ebbe rapporti con l'economista britannico John Maynard Keynes, fautore del deficit spending (come l'alta finanza di quel tempo), frequentatore di vari membri della Fabian Society, detentore e studioso degli scritti alchemici ed esoterico-magici di Isaac Newton, che a sua volta fondò il nuovo corso spirituale della massoneria moderna, rispetto alla muratoria medioevale.

### Elezioni presidenziali del 1932

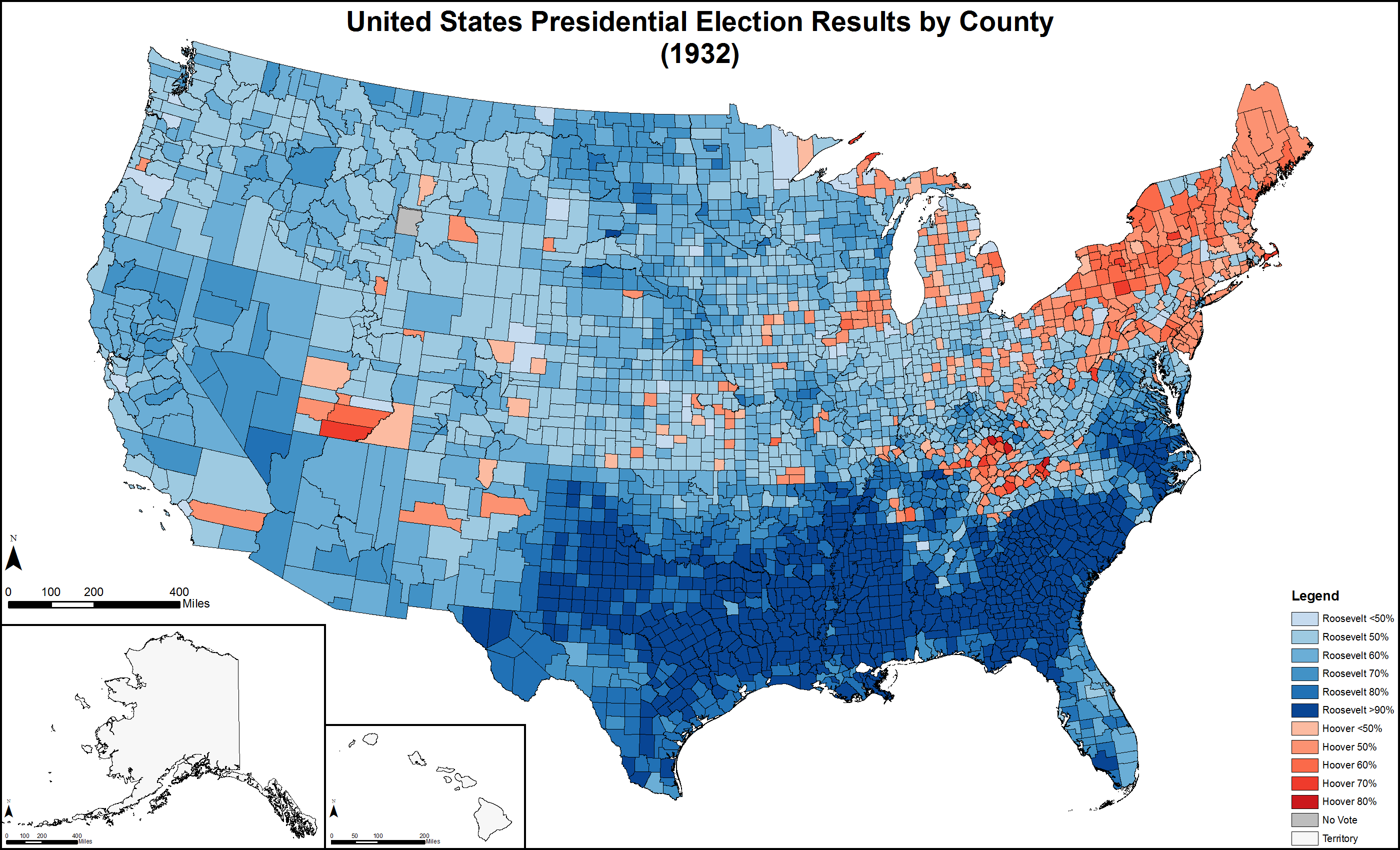
La mappa mostra i risultati delle elezioni per contea. Le gradazioni di blu indicano le percentuali di voti ottenuti da Roosevelt.

La popolarità ottenuta grazie alla guida dello Stato di New York durante la Grande depressione gli permise di candidarsi alle primarie democratiche in vista delle elezioni presidenziali del 1932. Ricevette subito il sostegno di alcuni importanti esponenti del Partito Democratico, fra cui l'editore William Randolph Hearst, l'imprenditore di origine irlandese Joseph P. Kennedy (padre del futuro presidente) e l'importante politico californiano William Gibbs McAdoo.
Mancavano però all'appello circa un centinaio di delegati per raggiungere i due terzi dei voti necessari per la nomination. Roosevelt riuscì a ottenerli grazie a un accordo raggiunto con il presidente della Camera dei rappresentanti John Nance Garner, un influente politico del Texas che, in cambio dell'appoggio, ottenne la candidatura alla vicepresidenza. Poco dopo si recò a Chicago, dove accettò formalmente l'investitura del Partito Democratico e pronunciò un importante discorso nel quale illustrò a grandi linee le sue intenzioni, impegnandosi a dare "un new deal (nuovo patto o nuovo corso) al popolo americano" per sconfiggere la crisi economica che da anni stava dilaniando gli Stati Uniti. Durante la campagna elettorale attaccò duramente il presidente repubblicano Herbert Hoover, facendo attenzione a mettere in evidenza gli errori fatti da quest'ultimo nell'affrontare la crisi. L'atteggiamento fiducioso e pieno di grinta di Roosevelt contrastava nettamente con l'atteggiamento quasi rinunciatario di Hoover: l'esito delle elezioni sembrò dall'inizio definito.
Roosevelt riuscì a ottenere 22 821 277 voti (il 57,4%) contro i 15 761 254 (39,7%) del presidente Hoover. Trionfò in quarantadue dei quarantotto Stati, riuscendo a conquistare ben 472 grandi elettori su 531. Tale successo elettorale fu dovuto soprattutto alla sua grande capacità di ottenere l'appoggio di tessuti sociali, organizzazioni e gruppi di interesse spesso eterogenei fra di loro. Era l'inizio della cosiddetta "coalizione del New Deal": lavoratori, sindacalisti, esponenti delle minoranze religiose, neri, bianchi del Sud, intellettuali, grandi imprenditori, agricoltori si erano uniti per sostenere Roosevelt e il Partito Democratico. Tale coalizione continuerà a sostenere i democratici fino al 1960.
Prima di insediarsi alla Casa Bianca fu coinvolto in un tentato assassinio avvenuto il 15 febbraio 1933 a Miami per opera dell'italo-americano Giuseppe Zangara: Roosevelt ne uscì illeso, mentre il sindaco di Chicago Anton J. Cermak venne ferito a morte. Zangara fu giustiziato sulla sedia elettrica il 20 marzo 1933 per il reato di omicidio.

### Presidenza: 1933-1945

Il presidente eletto Roosevelt e il presidente uscente Hoover sfilano per Washington il giorno dell'insediamento

(Discorso inaugurale del 4 marzo 1933)

#### Primo mandato (1933-1937)
La costituzione statunitense prevedeva un periodo di interregno di quattro mesi fra l'elezione del presidente e il suo insediamento, con la conseguente acquisizione dei poteri presidenziali. Durante questo periodo di transizione (8 novembre 1932 - 4 marzo 1933) la crisi economica toccò livelli tragici: un quarto della forza lavoro del Paese non aveva un'occupazione; i prezzi agricoli erano scesi del 60%, gettando così sul lastrico molti agricoltori; la produzione industriale era scesa più della metà rispetto al 1929; due milioni di persone erano senza casa. Il giorno in cui Roosevelt s'insediò, in quasi tutti gli Stati era stata dichiarata una "chiusura a tempo indefinito delle banche" per tentare d'arginare l'ondata di fallimenti bancari che aveva attraversato in quei giorni gli Stati Uniti e che aveva portato molti risparmiatori a ritirare i propri depositi. I repubblicani attribuirono a Roosevelt la colpa dell'acuirsi della crisi, a causa del suo rifiuto di collaborare col presidente uscente Hoover per cercare una soluzione. Dal canto suo Roosevelt rispose che Hoover era presidente a tutti gli effetti fino al giorno dell'insediamento e che quindi aveva tutto il "potere di agire, se necessario". Questo episodio spronò il Congresso degli Stati Uniti d'America ad approvare il XX emendamento costituzionale che abbreviò l'interregno a due mesi e mezzo.

#### Il primoNew Deal

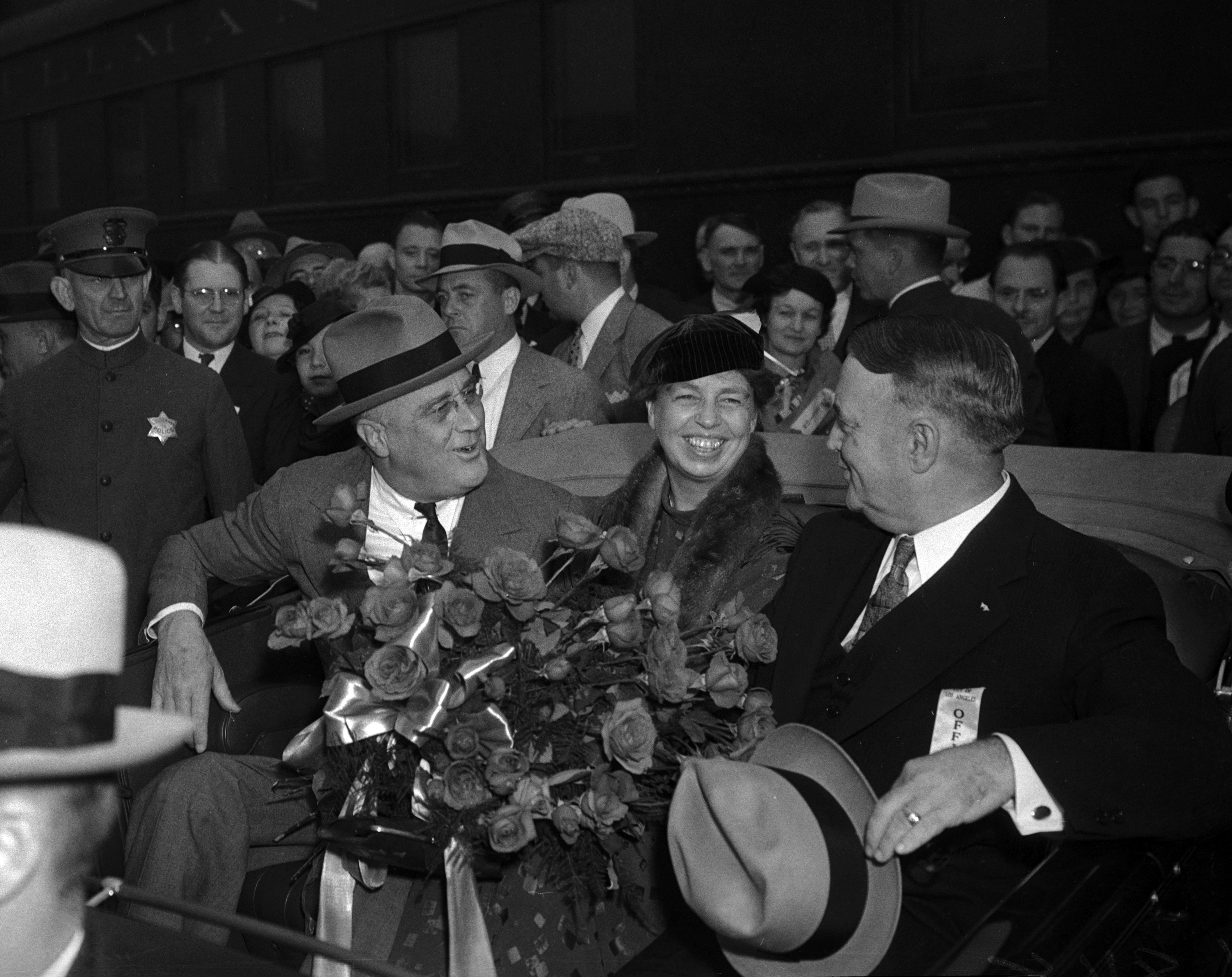
Roosevelt insieme con la moglie Eleanor a Los Angeles

Durante i primi cento giorni dell'amministrazione Roosevelt, il Congresso fu sommerso da progetti di legge, esortazioni e indirizzi presidenziali che avevano l'obiettivo di rimettere in moto il Paese. Finalmente si concretizzava la politica del New Deal, il nuovo corso che Roosevelt aveva tanto promesso durante la campagna elettorale. Il presidente si avvalse della collaborazione del cosiddetto brain trust, un gruppo di docenti universitari e ricercatori che aveva il compito di consigliare FDR sulle scelte ritenute più opportune per combattere la crisi. Facevano parte di questo gruppo di lavoro tre professori universitari della Columbia University (Rexford G. Tugwell, Raymond Moley e Adolf A. Berle Jr.), il giudice Samuel Rosenman e Felix Frankfurter, docente della Harvard University.
Subito dopo l'insediamento, Roosevelt istituì una "vacanza bancaria" (Bank Holiday) per bloccare la crisi del settore bancario. Nel frattempo presentò al Congresso una proposta di legge (l'Emergency Bank Relief Act) che passò dopo poche ore di dibattito. La nuova legge sottopose tutte le banche al diretto controllo federale, stabilendo che potessero riaprire le sole banche giudicate solvibili. Poco dopo l'approvazione della legge, Roosevelt parlò al popolo statunitense nella prima delle sue famose "chiacchiere al caminetto" (fireside chats), dei discorsi informali che il presidente rivolgeva di tanto in tanto ai suoi concittadini. In questa prima "chiacchierata", con linguaggio semplice e paterno, illustrò agli americani le cause della crisi degli istituti di credito, disse a cosa serviva la legge di emergenza bancaria e invitò i cittadini ad avere fiducia e ad andare a depositare nuovamente i loro risparmi nelle banche perché ora erano sicure. Gli americani gli credettero e la crisi fu superata.

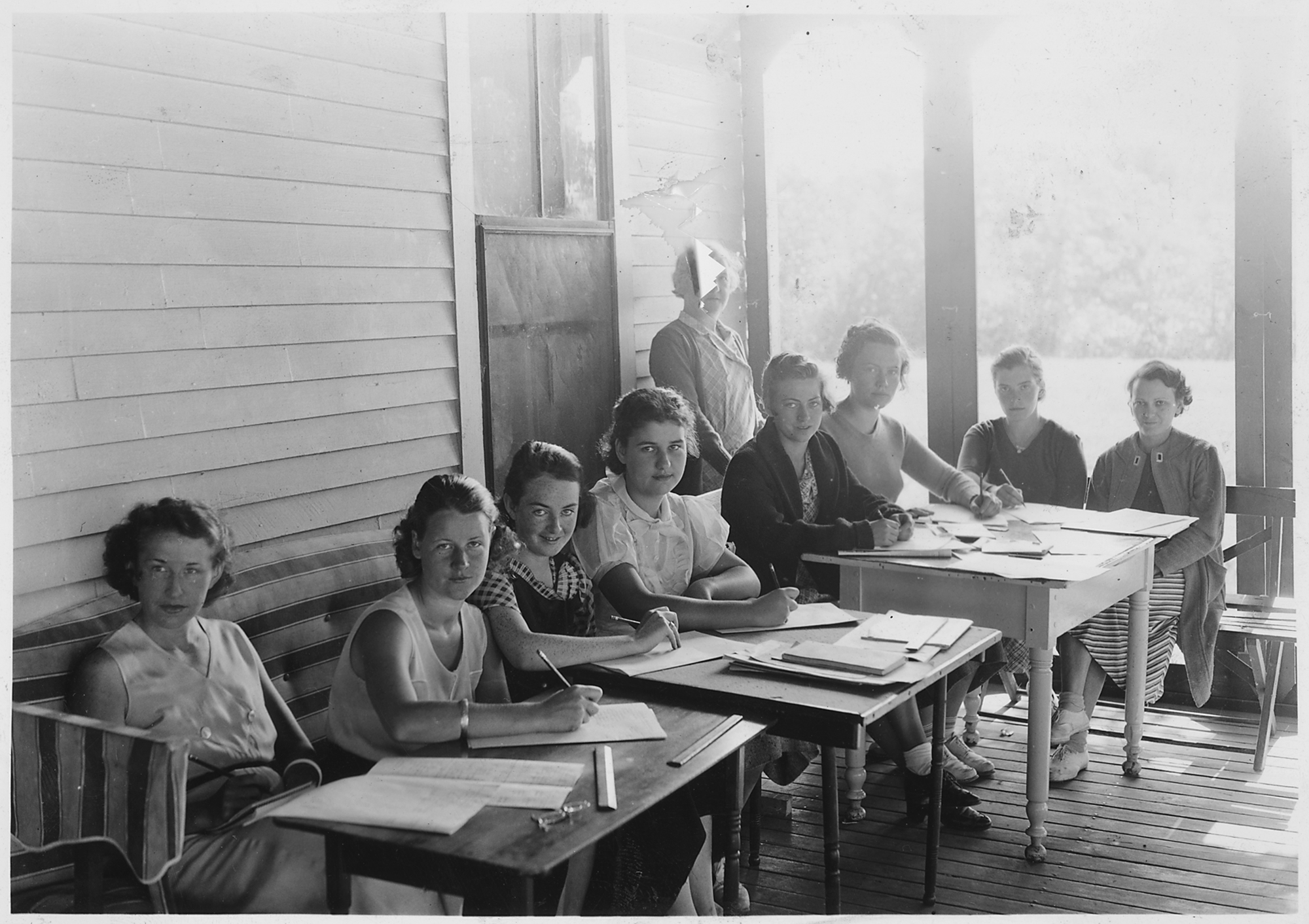
All'inizio il New Deal diede poca importanza all'occupazione femminile. Successivamente, grazie alle pressioni della first lady Eleanor Roosevelt, alcuni programmi della Federal Emergency Relief Administration furono riservati alle donne disoccupate, che ebbero principalmente impieghi nei settori scolastici, della ristorazione, della sartoria e dell'assistenza ai malati e ai bambini.

Dopo pochi giorni il Congresso approvò l'Economy Act, che tagliava le spese improduttive del bilancio federale, riduceva gli stipendi dei dipendenti pubblici e i benefici rivolti ai veterani non disabili della prima guerra mondiale, dimezzava le alte pensioni dei giudici della Corte Suprema degli Stati Uniti, tagliava le indennità dei parlamentari e delegava il presidente a riordinare la pubblica amministrazione al fine di renderla più efficiente ed eliminare gli sprechi. In un periodo di forte crisi economica, Roosevelt, nonostante una marcata opposizione al Congresso, era riuscito a far approvare un provvedimento che chiedeva uno sforzo comune per mettere sotto controllo il deficit federale. Di fronte a questo provvedimento, apparentemente contraddittorio rispetto ai dispendiosi programmi economici che caratterizzarono l'esperienza del New Deal, Roosevelt si giustificò affermando che sosteneva l'esistenza di due bilanci separati: il bilancio "normale" federale, che doveva essere messo in pareggio, e il "bilancio di emergenza", che serviva per sconfiggere la depressione.
Il passo successivo fu l'approvazione dell'Agricultural Adjustment Act, una legge che mirava ad alleviare lo stato di emergenza in cui vivevano molti agricoltori e ad aumentare il potere d'acquisto dei prodotti agricoli, fortemente abbattuto dalla crisi. Agli agricoltori che si impegnavano a coltivare meno terre o a non mettere sul mercato una parte dei raccolti, l'Amministrazione forniva dei sussidi. Inoltre molti capi di bestiame furono ceduti dagli agricoltori al governo, in cambio di denaro. Il governo, a sua volta, con la carne ottenuta da questi animali fece produrre prodotti inscatolati che distribuì alle famiglie contadine in stato di povertà. Questa legge porterà nel giro di due anni a raddoppiare il reddito nazionale agricolo.
Roosevelt poi - con ordine esecutivo 6101 - il 5 aprile 1933 istituì il Civilian Conservation Corps, un programma per assumere giovani disoccupati da destinare a opere di rimboschimento, silvicoltura e protezione delle risorse naturali. L'Amministrazione federale assicurava ai lavoratori vestiario, cibo e alloggio, e forniva loro uno stipendio di 30 $ al mese, 25 dei quali dovevano essere mandati a casa per contribuire a sostenere il reddito familiare. In nove anni di attività questo programma federale, fra le altre cose, diede lavoro a tre milioni di giovani disoccupati, costruì più di 800 parchi nazionali e piantò quasi tre milioni di alberi. Il Civilian Conservation Corps nacque nell'àmbito del Federal Emergency Relief Act, che autorizzò uno stanziamento di 500 milioni di dollari in sussidi. Nacque da questa legge anche la Civil Works Administration che, seppure abbia operato in un periodo di tempo limitato (fino al 31 marzo 1934), diede lavoro a quattro milioni di persone ed ebbe il merito di costruire o migliorare, a seconda dei singoli casi, 255 000 miglia di strade, 40 000 scuole, 12 milioni di metri di rete fognaria, 3 700 campi da gioco e quasi 1 000 aeroporti.
Molte critiche arrivarono a Roosevelt quando firmò l'Ordine esecutivo 6102 che vietava alle persone fisiche e giuridiche (eccetto artisti e gioiellieri) di possedere una quantità di oro superiore a 100 dollari (circa 1150 $ del 2006). I possessori delle eccedenze di oro furono costretti a consegnarle al Governo, che li indennizzò con il corrispondente valore in dollari. Scopo di questa iniziativa era quello di svalutare la moneta americana in modo da favorire la crescita dei prezzi dei generi di prima necessità. Grazie a questa operazione il valore del dollaro diminuì e rese più competitive le merci americane sul mercato estero; nel mercato interno invece non si ebbero effetti di grande rilievo.

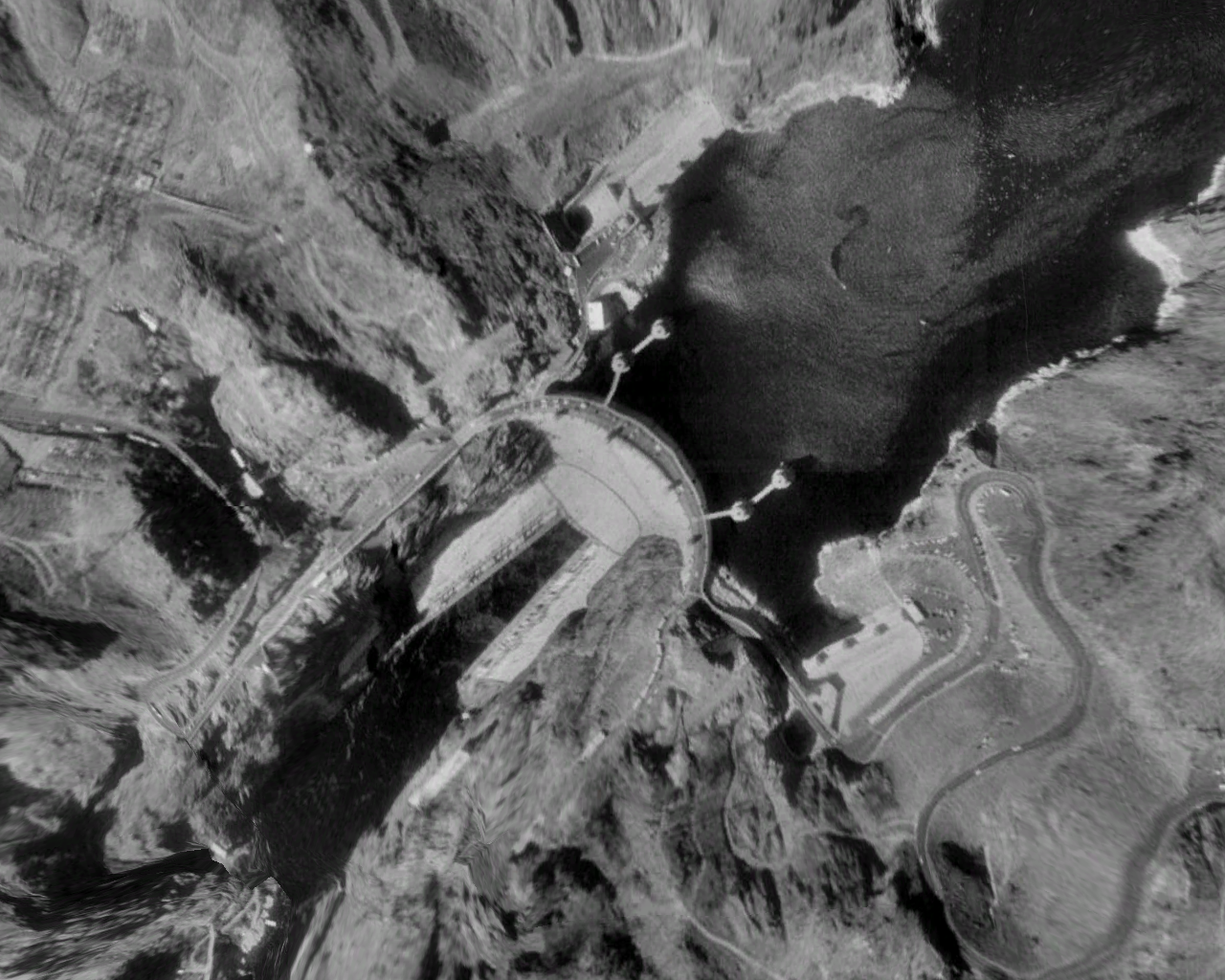
La diga di Hoover, una delle più grandi opere costruite durante il New Deal

Altri provvedimenti del New Deal furono: il Frazier Lemke Farm Bankruptcy Act, una legge che veniva incontro agli agricoltori in stato di insolvenza limitando i poteri delle banche; il Glass-Steagall Act, che limitò il ricorso al credito bancario per fini speculativi e creò la Federal Bank Deposit Insurance Corporation, destinata ad assicurare la copertura dei depositi dei risparmiatori americani fino alla cifra di 5 000 dollari (pari a circa 91 000 dollari del 2006); il National Housing Act del 1934, volto a favorire la costruzione e il miglioramento delle abitazioni; il Public Works of Art Project, che permise il sostentamento di molti giovani artisti che furono impiegati nella decorazione di edifici pubblici, strade, scuole oppure in rappresentazioni teatrali; l'istituzione della Securities and Exchange Commission, onde evitare nuove speculazioni azionarie; la creazione della Railroad Retirement Board, un'agenzia indipendente destinata a fornire pensioni a determinate categorie di lavoratori. Per rispondere alla crisi del settore industriale, Roosevelt concepì il National Industrial Recovery Act, che ampliava le competenze federali in materia industriale al fine di stabilizzare i prezzi e migliorare la concorrenza. Una parte di questa legge garantiva il diritto alla contrattazione collettiva e favoriva la sindacalizzazione.
La creazione più spettacolare del primo New Deal fu la Tennessee Valley Authority (TVA), che sfruttava il bacino del fiume Tennessee per costruire dighe e centrali idroelettriche. In una nota inviata il 10 aprile 1933 al Congresso, Roosevelt suggerì di creare questa azienda come "una corporazione pubblica, ma in possesso della flessibilità e dell'iniziativa tipiche di un'impresa privata. Essa dovrebbe avere il più ampio dovere di pianificare l'uso corretto, la conservazione e lo sviluppo delle risorse naturali del bacino idrografico del fiume Tennessee e il suo territorio adiacente per il benessere sociale ed economico generale della Nazione". La TVA permise a numerosi Stati di ottenere energia elettrica a basso costo, garantendo così un celere sviluppo economico e una migliore qualità della vita.

#### La politica estera

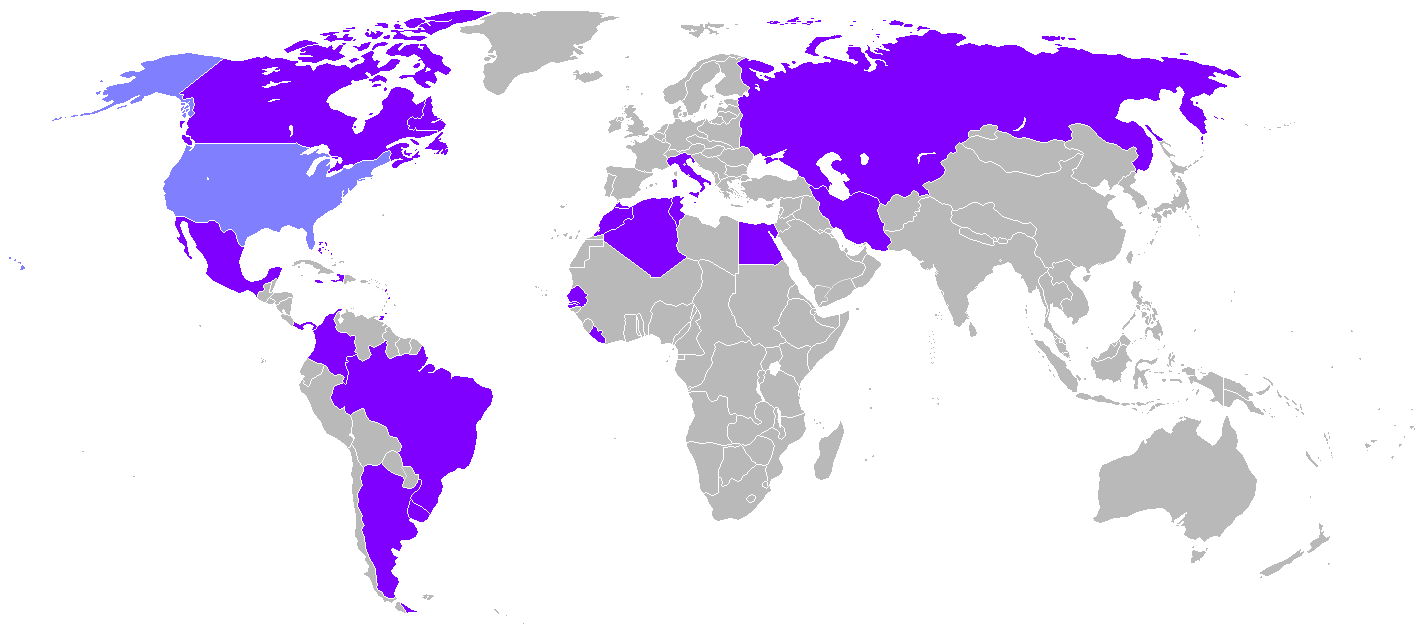
Viaggi all'estero di Franklin Delano Roosevelt durante la sua presidenza

Il primo mandato di Roosevelt si aprì a poche settimane di distanza dall'insediamento di Hitler in Germania e dalla decisione giapponese di lasciare la Società delle Nazioni, due episodi che stavano dimostrando la fragilità degli equilibri mondiali scaturiti dalla prima guerra mondiale. La crisi economica internazionale condizionò pesantemente anche la politica estera di Roosevelt, che fu dominata dall'isolazionismo rispetto alle organizzazioni internazionali, anche se occorre riconoscere che FDR e il suo Segretario di Stato, Cordell Hull, agirono sempre con grande cautela, cercando di non esasperare questo sentimento isolazionista. Roosevelt inizialmente appoggiò la proposta di inviare una delegazione statunitense alla Conferenza economica di Londra del 1933 che mirava a trovare una soluzione internazionale alla crisi.
Ma alla vigilia dei lavori attaccò duramente il piano di stabilizzazione monetaria in discussione, apostrofandolo come un "vecchio feticcio dei cosiddetti banchieri internazionali". L'attacco "bomba" del presidente statunitense, che ebbe l'effetto di affrettare la conclusione dei lavori della conferenza, era giustificato dal fatto che la stabilizzazione avrebbe messo in crisi il suo progetto di aumentare il potere di acquisto interno. Solo nel 1934, quando la svalutazione del dollaro aveva permesso di portare la moneta a livelli ritenuti competitivi, convinse il Congresso ad approvare il Trade Agreements Act, che autorizzava il governo a diminuire le tariffe doganali nei confronti di quelle nazioni disposte a fare lo stesso nei confronti degli Stati Uniti.
Il primo mandato della presidenza di Roosevelt fu caratterizzato, come egli stesso programmò il giorno dell'insediamento, da una "politica di buon vicinato, quella di chi ha il massimo rispetto per sé stesso e così facendo rispetta anche i diritti degli altri". Ciò si tradusse nella continuazione del disimpegno militare americano in America Latina, avviato dai suoi predecessori repubblicani. Fin dalla dottrina Monroe del 1823, quest'area era stata considerata come una sfera di influenza americana. Le forze americane furono ritirate da Haiti e nuovi trattati con Cuba e Panama posero fine al loro status di protettorati degli Stati Uniti. Nel dicembre 1933 Roosevelt firmò la Convenzione di Montevideo sui diritti e i doveri degli Stati, rinunciando al diritto di intervenire unilateralmente negli affari dei Paesi latino-americani. Gli americani, soprattutto quelli di idee progressiste, approvarono il rientro delle truppe americane dagli Stati centroamericani, anche se poco dopo dovettero ricredersi: in quasi tutti questi Paesi, il ritiro dei militari statunitensi favorì la nascita di feroci dittature.
Rilevante fu il riconoscimento ufficiale dell'Unione Sovietica, che era stato sempre respinto dai precedenti governi. Il riconoscimento era auspicato in particolar modo dagli alti ambienti finanziari, che speravano di fare fortuna grazie alle esportazioni nell'URSS, ma anche il governo mirava ad allacciare relazioni coi sovietici, che erano considerati come un valido baluardo contro l'espansionismo giapponese in Asia. Molti americani erano però restii al riconoscimento a causa di motivi religiosi (l'avversione a tutti i credi religiosi) e politici (il finanziamento sovietico di movimenti rivoluzionari in varie parti del mondo), ma ci fu una negoziazione sui debiti economici del precedente governo zarista che andò a buon fine. Il riconoscimento fu approvato nel novembre 1933. Esso prometteva agli americani residenti in Unione Sovietica la piena libertà di culto, una negoziazione sui debiti pre-1917 e l'impegno a non effettuare campagne sovversive contro gli Stati Uniti, ma i russi rispettarono solo la clausola economica. Deludenti furono anche gli scambi commerciali fra i due Paesi.

#### Il secondoNew Deal

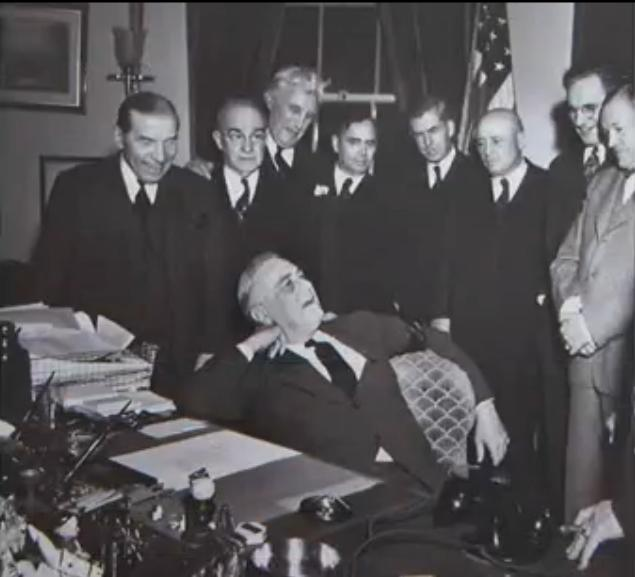
Roosevelt con i membri del suo gabinetto

Le critiche provenienti dai movimenti progressisti (che chiedevano riforme ancora più forti e incisive), l'ingresso di altri parlamentari favorevoli a questa linea nelle elezioni congressuali del 1934, le prime decisioni di incostituzionalità di alcuni provvedimenti del primo New Deal da parte della Corte Suprema e, infine, lo stato precario dell'economia statunitense che non si era ancora perfettamente ripresa dalla crisi, portarono Roosevelt ad approvare una nuova serie di riforme che gli storici definiscono come "secondo New Deal". Uno fra i più importanti provvedimenti di questo periodo fu l'istituzione della Work Progress Administration, che nel giro di otto anni diede lavoro a circa nove milioni di persone, impegnate nella realizzazione di infrastrutture di pubblica utilità. Dei vari programmi di riforma interna approvati dall'amministrazione Roosevelt, il più ampio e profondo fu il Social Security Act del 1935, che creò una prima forma di stato sociale. Gli Stati Uniti non avevano mai adottato un provvedimento del genere, al contrario di molti Stati europei.
La legge prevedeva sussidi in caso di vecchiaia e disoccupazione dei quali gli americani erano fino ad allora sprovvisti. Il sistema di previdenza sociale era finanziato in parte dallo Stato e in parte dai contributi dei datori e dei prestatori di lavoro. Altri interventi propri del secondo New Deal furono: il Wealth Tax Act (1935), che aumentò le imposte sui redditi più elevati e impose un particolare tributo sui grossi profitti delle imprese, provocando forti critiche verso Roosevelt da parte dei grandi uomini d'affari; il National Labor Relations Act, che favorì la contrattazione collettiva e il ruolo dei sindacati; il Wagner Act, che estese notevolmente il ruolo federale nelle relazioni industriali; il Guffey Coal Act, che ebbe il merito di regolamentare il prezzo del carbone, l'orario massimo di lavoro e il salario dei minatori, onde evitare i cartelli delle grandi aziende del settore; il Rural Electrification Act, che diede un impulso decisivo per elettrificare tutte le aree rurali degli Stati Uniti.

#### Rielezione del 1936

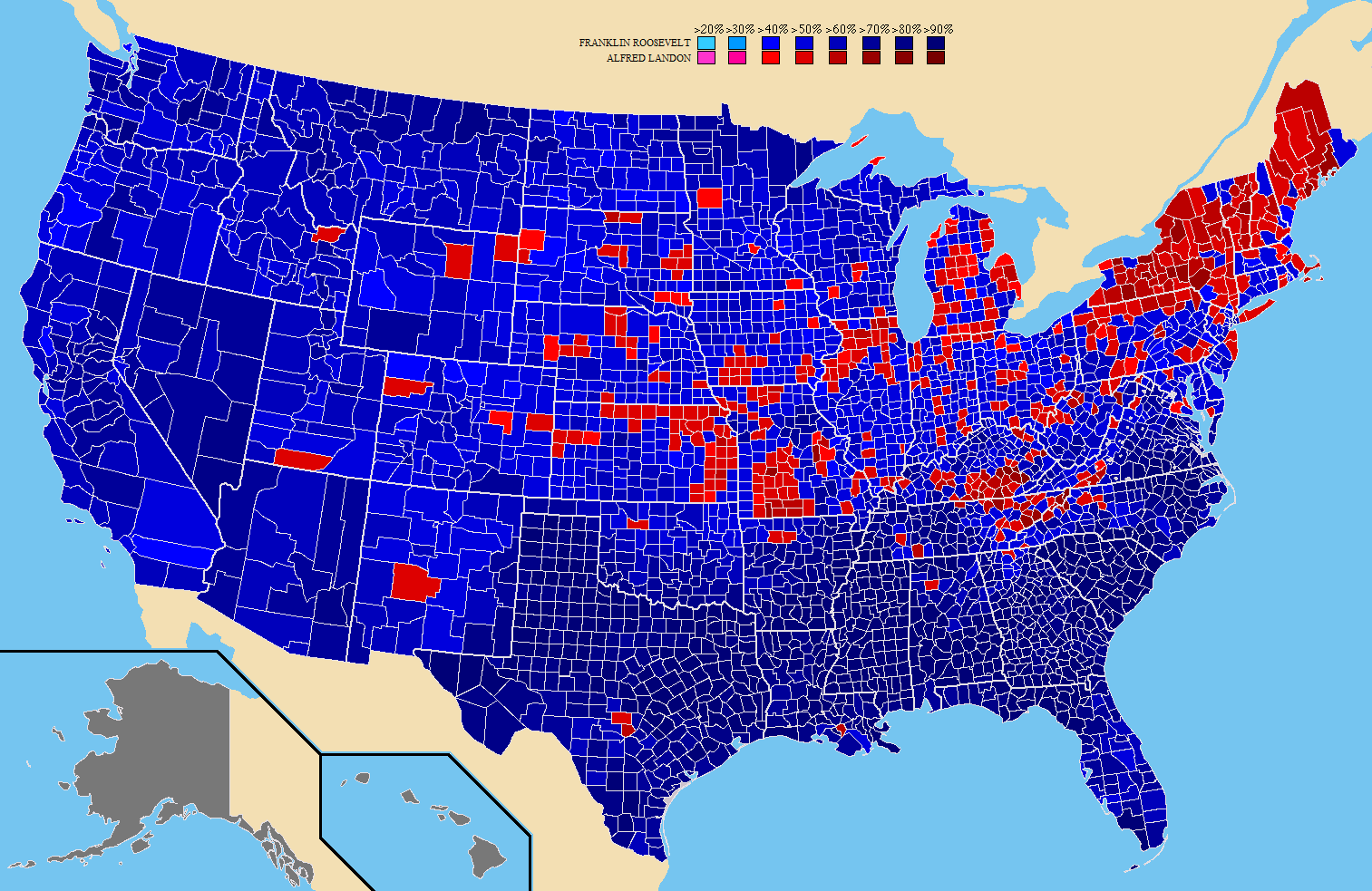
I risultati delle elezioni presidenziali del 1936 per contea: le gradazioni di blu indicano le percentuali di voti ottenuti da Roosevelt

La convenzione democratica, riunitasi nel giugno 1936, confermò con entusiasmo Roosevelt quale candidato alle elezioni presidenziali di quell'anno. Egli esaltò i risultati raggiunti col New Deal e promise di continuare su quella strada. I repubblicani invece condannavano tali provvedimenti e accusavano il presidente di aver usurpato i poteri del Congresso. Essi scelsero come loro candidato un repubblicano progressista, Alf Landon, del Kansas, l'unico governatore repubblicano che era riuscito a mantenere la carica nelle elezioni del 1932, vinte in maniera schiacciante dai democratici. I toni della campagna elettorale furono spesso aspri: Roosevelt usò parole dure contro gli uomini dell'alta finanza; in cambio i repubblicani lo accusarono di essere un demagogo privo di principi morali.
La maggior parte delle testate giornalistiche erano molto critiche nei confronti del presidente e anche i sondaggi sembrarono confermare l'avanzata dei repubblicani. La prestigiosa rivista settimanale The Literary Digest, che aveva indovinato i vincitori delle ultime cinque elezioni presidenziali, aveva realizzato un ampio sondaggio che prevedeva la schiacciante vittoria di Landon. I risultati delle elezioni invece diedero a Roosevelt una vittoria ancora più marcata e netta di quattro anni prima: egli ottenne quasi ventotto milioni di voti (pari al 60,80%), vinse in ben 46 Stati su 48 e conquistò la cifra record di 523 grandi elettori contro i soli 8 di Landon. Il partito del presidente, inoltre, ottenne tre quarti dei seggi al Senato e i quattro quinti della Camera dei rappresentanti. Il voto dimostrò l'appoggio del popolo americano alle politiche di Roosevelt e bocciò sonoramente l'opposizione repubblicana. La rivista The Literary Digest — che aveva pronosticato una grande vittoria repubblicana — perse credibilità e lettori e fu costretta a chiudere dopo due anni.

#### Secondo mandato (1937-1941)
(Franklin Delano Roosevelt al Congresso degli Stati Uniti, 29 aprile 1938)

#### La battaglia con la Corte Suprema

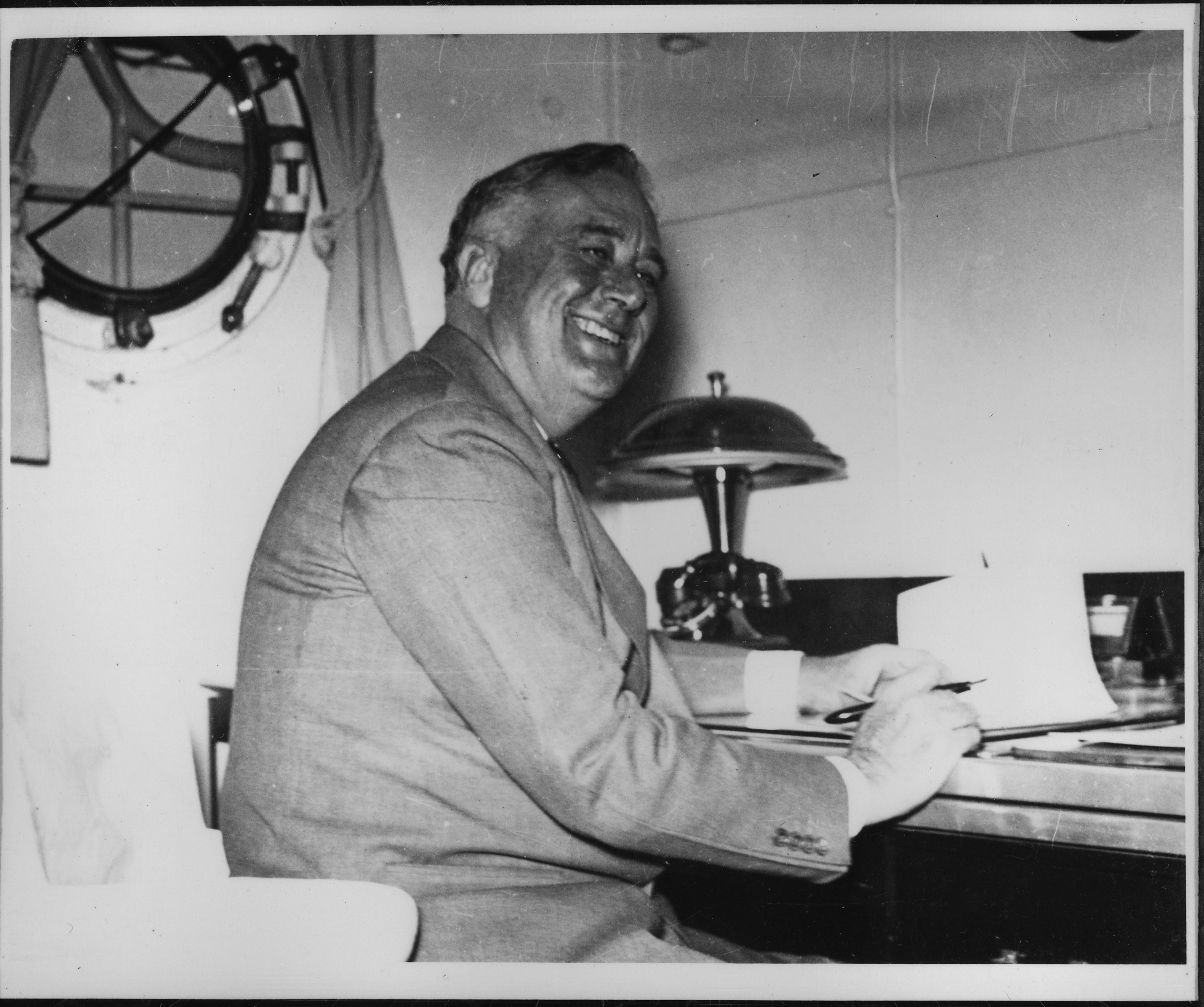
Roosevelt in una foto privata del 1939

Nel discorso di insediamento per il suo secondo mandato, Roosevelt promise di proseguire il suo impegno "verso quel terzo di Paese male alloggiato, malvestito e malnutrito". Anche se la sua attenzione verso queste problematiche non si attenuò, i quattro anni di presidenza che seguirono la rielezione del 1936 furono caratterizzati da uno scenario politico rovente, che vide il presidente contrapporsi alla Corte Suprema, al Congresso e ad alcuni parlamentari del suo stesso partito. La lite più clamorosa fu quella con il supremo organo giurisdizionale, la Corte Suprema, che a partire dal 1935 aveva dichiarato incostituzionali - e quindi privi di effetti giuridici - numerosi provvedimenti del New Deal. La Corte, composta in prevalenza da giudici conservatori designati dai precedenti presidenti repubblicani, era ostile all'intervento del governo nell'economia e negli affari sociali.
Subito dopo la rielezione, Roosevelt presentò una riforma del sistema giudiziario che - se fosse stata approvata dal Congresso - avrebbe dato al presidente il potere di nominare nuovi giudici per ogni componente della Corte che avesse superato i settant'anni di età. Roosevelt affermò che il progetto era giustificato dal fatto che molti giudici "anziani o malati" avevano causato forti ritardi nel calendario dei lavori, ma il progetto di riforma affrontò una forte opposizione parlamentare e il suo stesso partito si spaccò sulla questione. In molti accusarono FDR di voler violare l'indipendenza del potere giudiziario. Il forte clamore suscitato da questa vicenda e l'opposizione interna ai democratici causarono la fine di questo progetto di riforma. Roosevelt comunque aveva fatto valere le sue ragioni: nel giro di pochi mesi alcuni giudici si dimisero permettendo così l'ingresso di nuovi magistrati di idee progressiste. Inoltre, i giudici conservatori rimasti ammorbidirono le loro posizioni e dichiararono valide varie leggi del secondo New Deal, fra cui il Social Security Act.

#### Lo scontro con il Congresso
Lo scontro con la Corte Suprema aveva aperto la strada a una corrente interna al Partito Democratico fortemente critica nei confronti di Roosevelt. Questa corrente era costituita prevalentemente da parlamentari conservatori degli Stati del Sud, i quali mal digerivano la politica del New Deal e gli accademici che consigliavano il presidente. Andò così a inasprirsi il rapporto fra presidenza e parlamento, rapporto che era teso già da alcuni anni. Roosevelt non fece molto per mitigare il clima politico, anzi usò il potere di veto su numerose leggi contrarie al New Deal o che miravano a creare privilegi in determinati settori. In tutti gli anni in cui guidò gli Stati Uniti pose il veto a 635 progetti di legge, più di ogni altro presidente statunitense, anche se bisogna tener presente che Roosevelt è stato l'unico presidente statunitense a superare i due mandati, e ha governato per ben dodici anni. I suoi collaboratori raccontarono che egli era spesso alla ricerca di "qualcosa a cui porre il veto" per garantire i diritti del potere esecutivo e ammonire il potere legislativo a seguire la politica presidenziale. Fu creato un vero e proprio ufficio alla Casa Bianca destinato a esaminare i progetti di legge e a suggerire eventuali veti. Fu proprio in questo periodo che la Casa Bianca iniziò a trasformarsi al suo interno, divenendo sede di numerosi uffici e funzionari destinati a consigliare il presidente. Una legge del 1939 (il Reorganization Act of 1939) diede al potere esecutivo l'autorizzazione ad assumere maggiore personale, mentre l'ordine esecutivo 8248 istituì il primo staff presidenziale.

#### La politica estera
Il 5 ottobre 1937 Roosevelt pronunciò il famoso "Discorso della Quarantena" a Chicago. In esso paragonò lo scoppio della violenza internazionale a quello di una malattia contagiosa che ha bisogno di un periodo di quarantena. Più precisamente dichiarò che gli Stati guerrafondai erano una minaccia per la salute di tutti. Questo discorso provocò discussioni su quanto gli Stati Uniti dovessero essere attivi nella diplomazia internazionale. I mezzi di informazione risposero che il discorso esprimeva "un atteggiamento e non un programma". Nel 1937 inoltre firmò il Marihuana Tax Act.
Frustrato dall'opposizione alle sue proposte anche da parte dell'ala più conservatrice del suo stesso partito, nel 1938 Roosevelt fece apertamente campagna contro cinque senatori democratici del Sud, tra i quali il senatore della Georgia Walter F. George, nella speranza di depurare il partito democratico della sua ala conservatrice, che per ragioni storiche era forte al Sud. Gli sforzi di Roosevelt furono tuttavia senza successo, dato che tutti questi cinque senatori furono rieletti. Nel giugno 1939 i reali britannici, Giorgio VI e la sua consorte Elisabetta, fecero visita alla famiglia Roosevelt per un fine settimana.

#### Terzo mandato (1941-1945)
Con una mossa senza precedenti, Roosevelt cercò un terzo mandato consecutivo nel 1940. Fino a quel momento tutti i presidenti avevano rispettato la regola non scritta stabilita da George Washington, che nel 1793 aveva rinunciato al terzo mandato affermando che troppo potere non doveva essere accentrato per troppo tempo nelle mani di un solo uomo. In seguito, nel 1951, questa regola fu resa esplicita con un emendamento costituzionale; pertanto, a meno di future modifiche alla Costituzione, Roosevelt rimarrà per sempre l'unico presidente ad avere svolto più di due mandati consecutivi.
A differenza delle elezioni del 1936, quando ottenne senza contestazioni la candidatura del partito democratico, nel 1940 dovette vedersela con l'opposizione di diversi candidati, il più importante dei quali fu il suo stesso Vicepresidente, John Nance Garner. Roosevelt si avviò a battere Garner per la candidatura del suo partito, quindi sconfisse il candidato repubblicano Wendell L. Willkie vincendo le elezioni con una maggioranza schiacciante. Al posto di Garner divenne Vicepresidente Henry Agard Wallace.

#### La seconda guerra mondiale

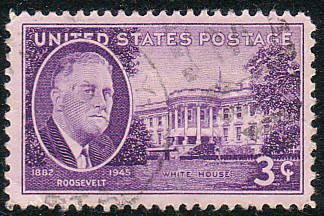
Francobollo da tre Centesimi, raffigurante il Presidente Franklin Delano Roosevelt, 1945

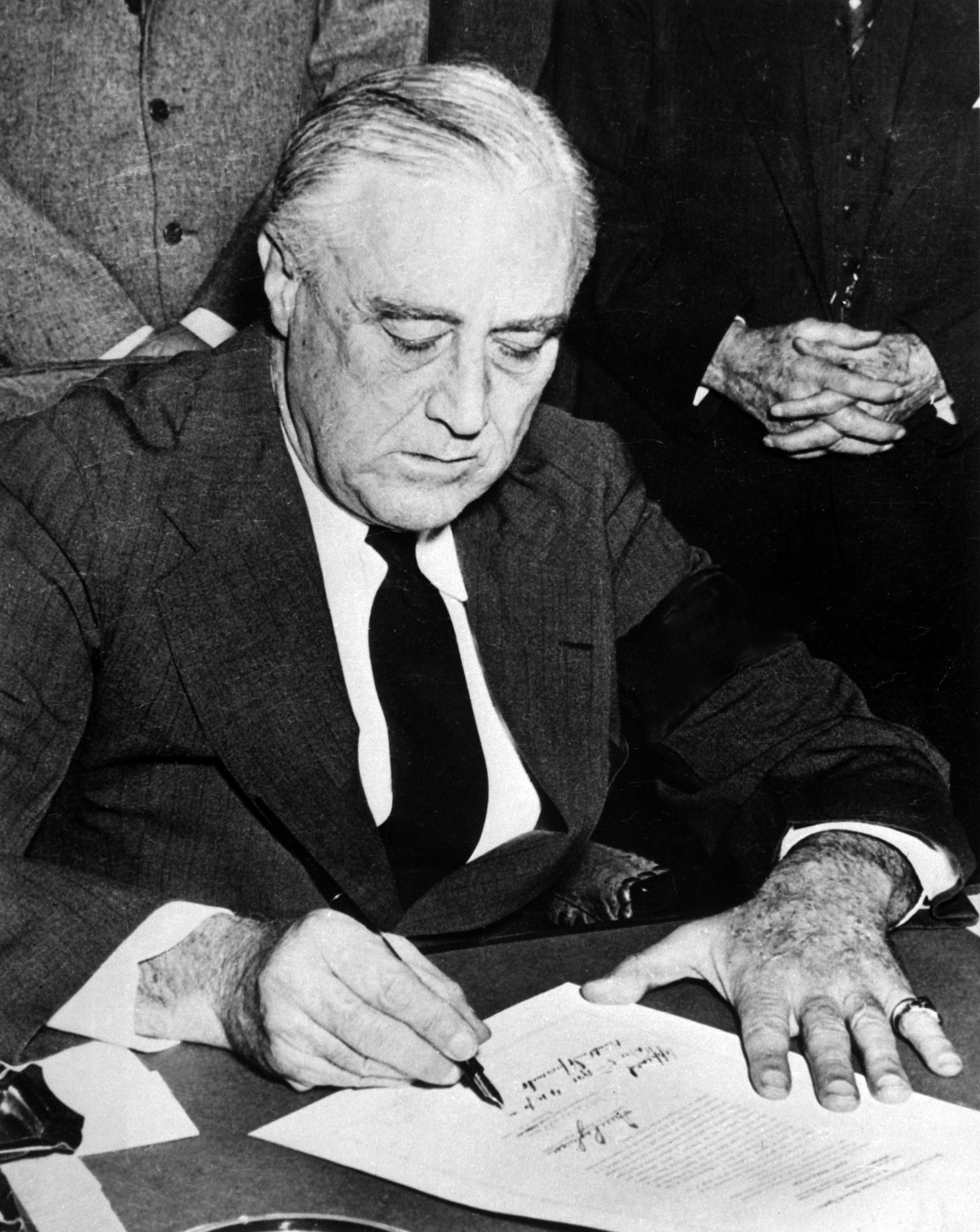
8 dicembre 1941, Roosevelt firma la dichiarazione di guerra al Giappone

Nel 1941 gli interessi contrapposti del Giappone e degli Stati Uniti in Asia e nel Pacifico, specialmente in Cina, produssero una rottura delle relazioni diplomatiche al punto che la guerra sembrava inevitabile: dopo l'attacco giapponese a Pearl Harbor del 7 dicembre, la guerra fu dichiarata su deliberazione del Congresso degli Stati Uniti l'8 dicembre 1941. Roosevelt finanziò largamente le spese di guerra con emissioni di titoli a lungo termine emessi dal Tesoro, i Titoli Serie E, ideati dal suo amico e allora Segretario al tesoro Henry Morgenthau.
Nel 1941, il presidente Franklin Delano Roosevelt autorizzò la creazione dell'Ufficio del Coordinatore degli affari inter-americani (OCIAA) in risposta agli sforzi di propaganda percepiti in America Latina dalla Germania e dall'Italia. Attraverso l'uso di notizie, film e programmi radiofonici negli Stati Uniti, Roosevelt ha cercato di migliorare la sua politica di buon vicinato, promuovere il panamericanismo e prevenire l'ostilità militare in America Latina attraverso l'uso della diplomazia culturale.
Il 14 gennaio 1943 Roosevelt fu il primo presidente degli Stati Uniti a viaggiare in aereo durante la carica, col suo volo da Miami al Marocco per incontrare Winston Churchill e discutere sull'andamento della guerra. L'incontro si concluse il 24 gennaio. Roosevelt s'incontrò a Teheran, dal 28 novembre al 1º dicembre 1943, con Churchill e Stalin e, in quella occasione, i servizi segreti tedeschi tentarono di rapirlo. L'operazione, in codice, era stata chiamata "Operazione Weitsprung", e faceva capo al maggiore Otto Skorzeny, già famoso per aver fatto evadere Benito Mussolini dalla sua prigione del Gran Sasso qualche mese prima. A sventare, però, i piani tedeschi, fu il servizio segreto sovietico che ne aveva avuto comunicazione da un suo agente, sotto copertura, a Taganrog, nella Russia sudoccidentale. Assieme ai servizi segreti alleati, allertati per l'occasione, si smantellò il commando di spie eccetto Skorzeny, che si dileguò. Tra il 4 e l'11 febbraio 1945 partecipò, insieme con Stalin e Churchill, alla Conferenza di Jalta, il più famoso degli incontri nei quali fu deciso quale sarebbe stato l'assetto politico internazionale al termine della guerra.
A posteriori, probabilmente, la decisione più discutibile di Roosevelt fu l'Ordine esecutivo 9066 che provocò l'internamento in campi di prigionia di 120 000 residenti di origini giapponesi, due terzi dei quali cittadini statunitensi, principalmente sulla costa occidentale. Considerato da molti una grave violazione delle libertà civili, fu anche avversato a quel tempo dal direttore dell'FBI Edgar Hoover, da Eleanor Roosevelt e da molti altri gruppi. La Corte Suprema sostenne la costituzionalità dell'Ordine esecutivo. Negli anni 1980 gli Stati Uniti si scusarono ufficialmente per gli internamenti.
Proseguì l'abitudine di rivolgersi regolarmente al pubblico americano attraverso la radio coi discorsi settimanali chiamati "chiacchierate attorno al caminetto". Queste "chiacchierate" gli diedero l'opportunità di presentare colloquialmente le sue opinioni agli statunitensi, e spesso contribuirono ad affermare la sua popolarità in una fase in cui il presidente era impegnato a sviluppare una politica interna ed estera discussa e innovativa. Durante la guerra, le "chiacchierate attorno al caminetto" del presidente Roosevelt furono considerate molto efficaci per sostenere il morale delle comuni famiglie americane.
Un discorso per il quale Roosevelt è famoso fu quello sullo stato dell'Unione nel 1941. Questo è anche conosciuto come il "discorso delle Quattro Libertà". Il suo messaggio al Congresso e alla nazione l'8 dicembre 1941, dopo l'attacco di Pearl Harbor, entrò nella storia con la frase: «Il 7 dicembre 1941 – una data che vivrà nell'infamia». Dopo questo discorso gli Stati Uniti entrarono nella seconda guerra mondiale a fianco degli Alleati.

#### Quarto mandato (1945)
(Apologo dei magnati americani dell'acciaio durante la controversia con il Presidente John Fitzgerald Kennedy)

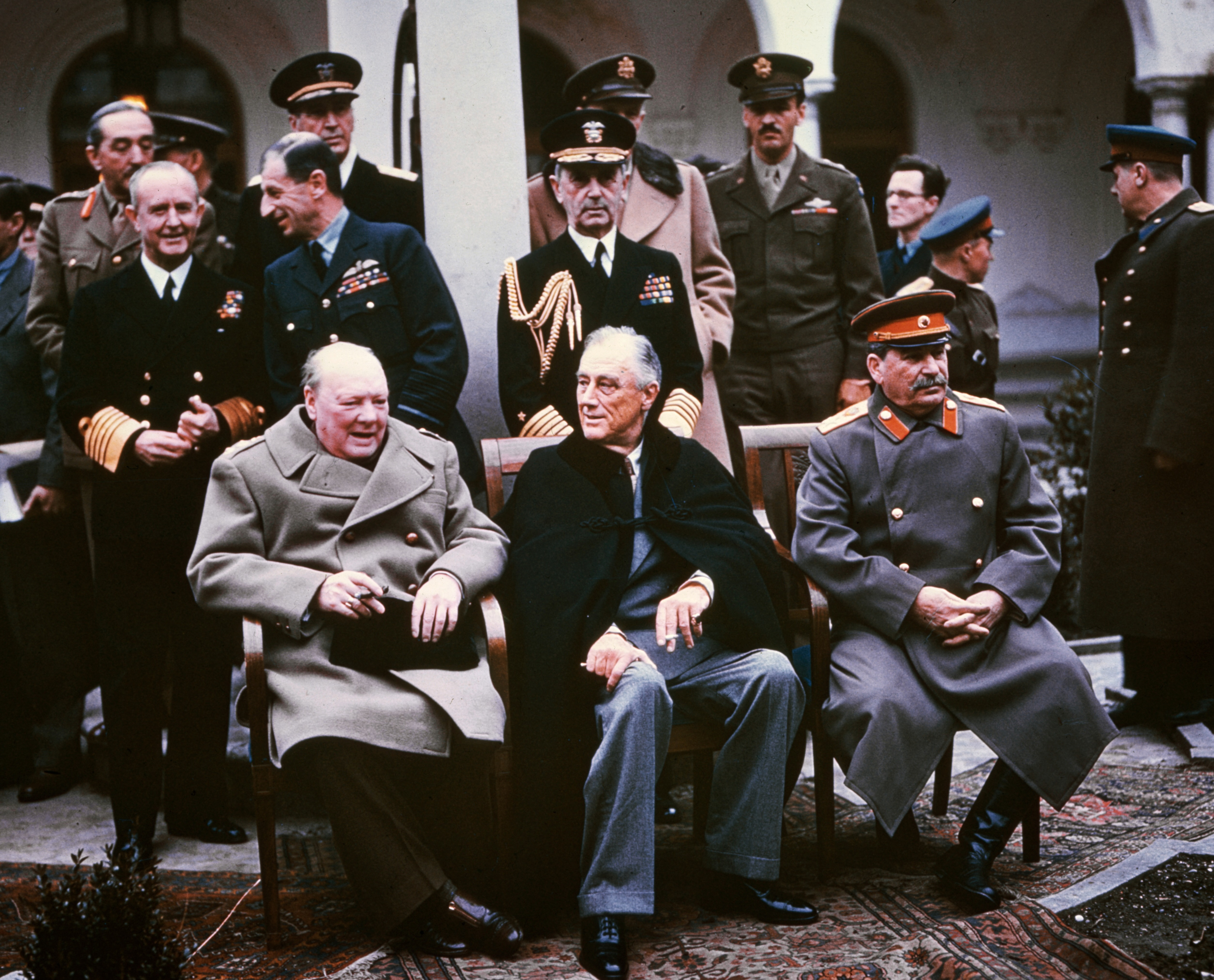
Churchill, Roosevelt e Stalin alla Conferenza di Jalta

Sebbene molti nel Partito Democratico vedessero che Roosevelt era già sofferente, al punto che non si era certi che potesse ricoprire un quarto mandato, non ci fu quasi discussione sul fatto che, in tempo di guerra, "FDR" sarebbe stato il candidato del partito nelle elezioni del 1944.
Il Vicepresidente Wallace, durante i suoi quattro anni di mandato, si era alienato l'appoggio di molti dei dirigenti democratici che, tenendo conto della salute di Roosevelt, convinsero il senatore del Missouri Harry S. Truman a formare la coppia di candidati democratici nel 1944. La coppia Roosevelt e Truman vinse le elezioni del 1944 sconfiggendo lo sfidante, il popolare repubblicano Thomas E. Dewey.

### La morte
Sofferente per la lunga tensione di tre anni e mezzo di guerra e debilitato dalla poliomielite, dall'eccessivo fumo di sigarette, da insufficienza cardiaca e da altri malanni, Roosevelt morì per un'emorragia cerebrale mentre era in vacanza a Warm Springs, in Georgia, il 12 aprile 1945, all'età di 63 anni. Harry S. Truman, che era in carica da solo 82 giorni come vicepresidente, giurò quel giorno stesso come suo successore. Dopo un funerale seguito da circa 300 000 persone Roosevelt venne sepolto presso il National Historic Site Hyde Park, New York.

## Riconoscimenti

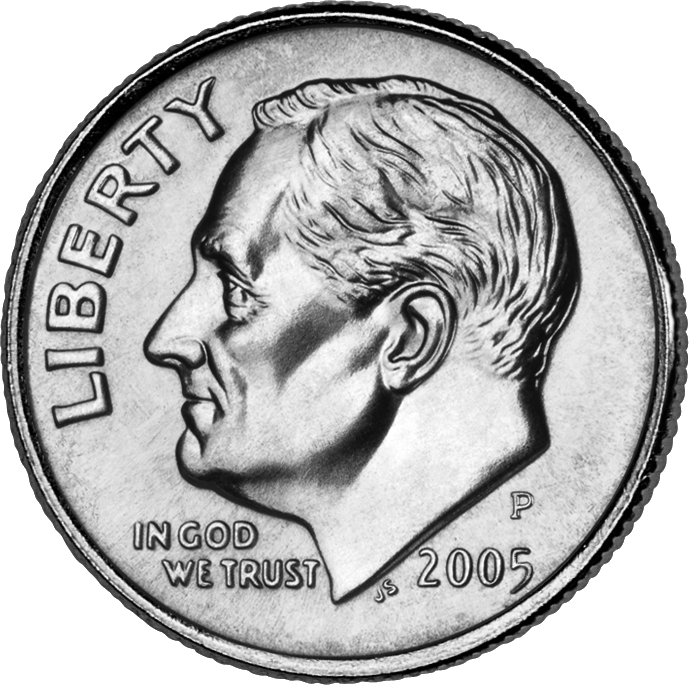
Un "Dime" coniato nel 2005

- Fin dal 1946, il ritratto di Roosevelt appare sul recto della moneta da dieci centesimi di dollaro (il "Dime").
- Il Franklin Delano Roosevelt Memorial a Washington fu inaugurato il 2 maggio 1997.
- Gli è stato dedicato il minerale rooseveltite.[51]

## Influenza culturale
- Nella canzone di denuncia They don't care about us (Non si interessano di noi), Michael Jackson dice:

(Michael Jackson)
- Nel video di Lifeline della rock band statunitense Papa Roach compare la seguente citazione di Roosevelt: «Men are not prisoners of their fate, but only prisoners of their own mind». (Gli uomini non sono prigionieri dei loro destini, ma sono solo prigionieri delle loro menti).
- Nella canzone Cult of Personality della band statunitense Living Colour alla fine troviamo la famosa citazione di Roosevelt: «The only thing we have to fear is fear itself». (L'unica cosa di cui dobbiamo aver paura è la paura stessa).
- Nel film Sunrise at Campobello (1960) è interpretato da Ralph Bellamy.
- Nel film Annie (1982) è interpretato da Edward Herrmann.
- Nel film Pearl Harbor (2001) è interpretato da Jon Voight.
- Nel film per la TV Franklin D. Roosevelt - Un uomo, un presidente (2005) è interpretato da Kenneth Branagh.
- Nel film A Royal Weekend (2012) si raccontano le giornate nel giugno 1939 vissute dalla famiglia Roosevelt quando incontrarono i reali britannici, Giorgio VI e la moglie Elisabetta. Roosevelt è interpretato da Bill Murray.
- Nel film L'ora più buia (2017) è interpretato da David Strathairn.
- Nella serie televisiva Atlantic Crossing (2020) è interpretato da Kyle MacLachlan.
- Nella serie televisiva The First Lady (2022) è interpretato da Kiefer Sutherland.
- La miniserie Marvel Comics Fear itself utilizza come tema principale la citazione sopra ricordata di Roosevelt. Inoltre Roosevelt compare o viene nominato in alcune storie di Capitan America.
- L'episodio 7x01 di Agents of S.H.I.E.L.D., intitolato in lingua originale The New Deal e ambientato nel 1931, fa riferimento proprio al New Deal di Roosevelt e ruota attorno alla sua figura; lo stesso, ancora governatore di New York, compare infatti nell'episodio interpretato dall'attore Joseph Culp.